# Kungsholmens byalag
Kungsholmens Byalag var en del av byalagsrörelsen i Stockholm i slutet av 1960-talet som en reaktion på den pågående stadsförnyelsen i Stockholms innerstad. Man motsatte sig särskilt rivning av äldre bebyggelse, den fortgående kontoriseringen och den växande biltrafiken.

## Bakgrund
Förebilden var det nybildade byalaget i Vasastan som på försommaren 1969 lyckades stoppa en planerad breddning av Karlbergsvägen. Essingeledens pågående utbyggnad innebar att trafiken skulle ledas till Norrmalm via Karlbergsvägen. Det ledde till att gatan behövde breddas och att de planterade förgårdarna skulle tas i anspråk. Vasastans byalag lyckades med en namninsamling om cirka 2 000 namn stoppa den planerade breddningen och trafiken leddes i stället in på Norra stationsgatan. 
Alternativ Stad hade bildats i februari 1969 som en stadsmiljögrupp för hela Stockholm. Ett tiotal unga medlemmar i Alternativ Stad som var bosatta på Kungsholmen affischerade i portarna på Kungsholmen och kallade till ett möte på Mariebergsgården, (en hemgård) den 21 september 1969 med syfte att bilda byalag. Till mötet kom över 400 personer i olika åldrar. Vid ett andra stormöte den 5 oktober 1969 godtogs ett förslag till organisation, där det högsta beslutande organet i byalaget skulle vara stormötet. Byalaget skulle ha varken styrelse eller stadgar och fem kvartersgrupper kring Alströmergatan, Fridhemsplan, Kronoberg, Kungsklippan och Norr Mälarstrand skulle svara för det löpande arbetet.

## Byalagets aktioner
Den första fråga som byalaget gav sig i kast med var den planerade breddningen av Norr Mälarstrand, som skulle göras om till trafikled med fem körfält. Den breddade Norr Mälarstrandsleden skulle leda bilarna in till City och kopplas till den redan breddade Klarabergsgatan. Planen skulle medföra rivning av kulturhistoriskt värdefull bebyggelse från 1600-och 1700-talen vid Kungliga Myntet och Serafimerlasarettet. Byalaget föreslog i stället en tunnel från Drottningholmsvägen till Klarabergsgatan. En namninsamling under våren 1970 samlade 24 000 namn mot den planerade Norr Mälarstrandsleden. Namnlistorna överlämnades till stadsfullmäktiges ordförande av byalagets Agneta Herlin, som varit drivande i namninsamlingen. Förslaget genomfördes aldrig.
När Essingeleden i november 1970 öppnades fram till Drottningholmsvägen ökade biltrafiken på Drottningholmsvägen och Sankt Eriksgatan avsevärt. Den 4 november 1970 ordnade Kungsholmens byalag tillsammans med Vasastans byalag och byalaget Oden ett fackeltåg i protest mot den omfattande lastbilstrafiken. År 1973 deltog byalaget i ett omfattande samråd som inför en förestående trafiksanering av Kungsholmen och andra stadsdelar. Ett eget förslag formulerades – Gröna ön – där all genomfartstrafik över Kungsholmen slopades och hänvisades till en utbyggd Nord-sydaxel – Klarastrandsleden. Trafiksaneringen som senare genomfördes blev inte så radikal som byalaget hade förordat. 
Byalaget verkade för renovering i stället för rivning av den äldre och omoderna bebyggelse som fortfarande fanns kvar på östra Kungsholmen. Man engagerade sig också mot den pågående kontoriseringen av stadsdelen som dels innebar nya kontorshus, till exempel det nya polishuset och Trygg-Hansahuset vid Fleminggatan, dels om smygkontorisering av äldre bostadshus. Byalaget lyckades inte hindra att polishuset byggdes, men dock stoppa en planerad helikopterlandningsplats och få till stånd att polishusets badanläggning, Kronobergsbadet, öppnades för allmänheten. När det gamla Garnisonssjukhuset skulle omvandlas till kontor för det nybildade storlandstinget var tanken från början att det skulle finnas en infart med parkeringsplatser från Hantverkargatan. Byalaget engagerade sig mot detta och lyckades få denna sida utformad som en park. 
Byalaget ägnade sig också åt att fira byalagsjul där man bjöd in hemlösa och ensamma till julfirande. Byalaget träffades ofta på Mariebergsgården, på bibliotek eller i skolornas samlingslokaler. Omkring 1975 upphörde byalagets verksamhet. Många aktiva byalagare började engagera sig i andra organisationer, till exempel den lokala hyresgästföreningen, där under flera år före detta byalagare innehade styrelseposter. När Stockholmspartiet bildades 1979 deltog många tidigare byalagare. I valet samma år fick Stockholmspartiet tre mandat i Stockholms kommunfullmäktige.